# 연안

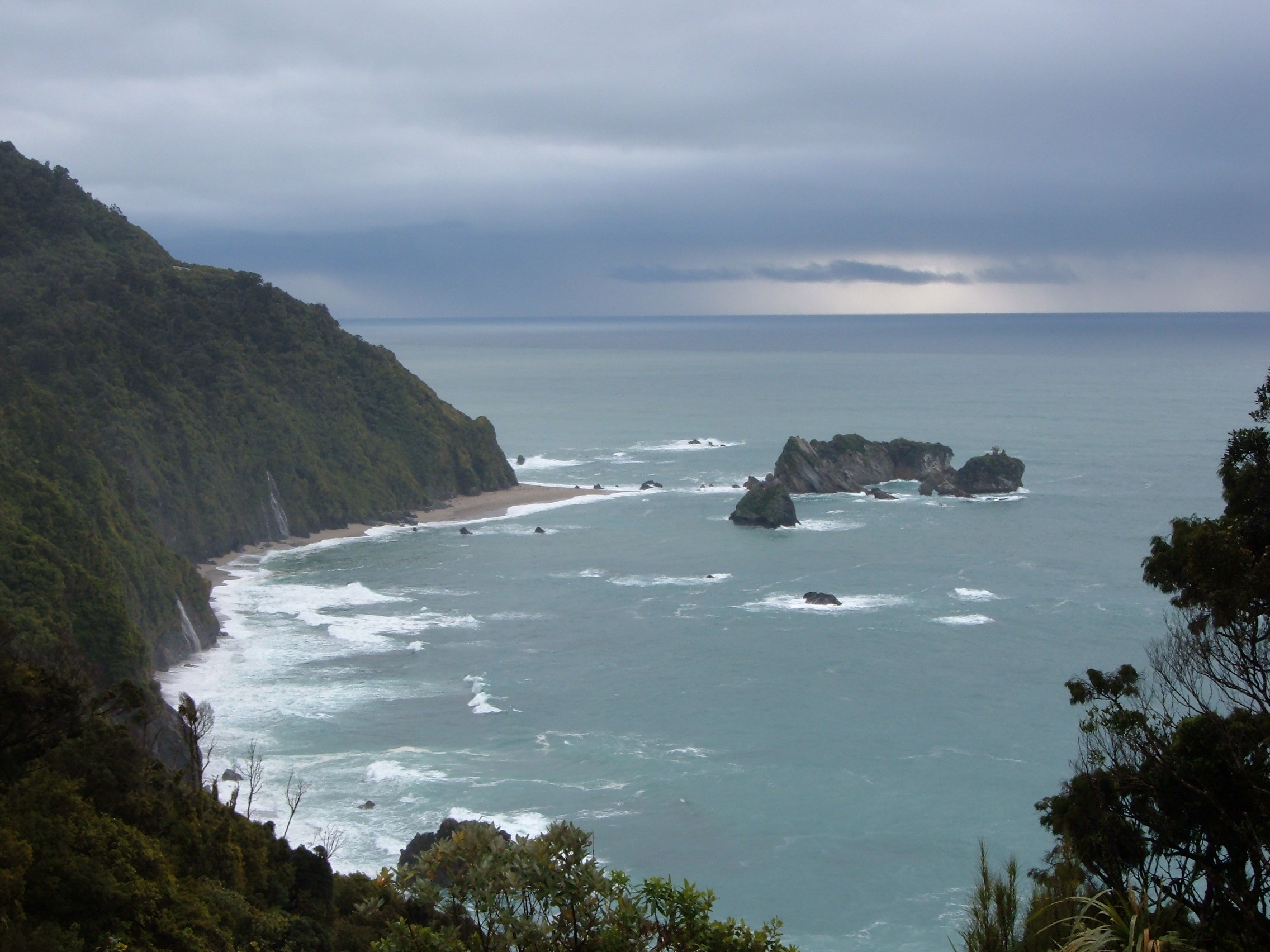
태평양 연안.

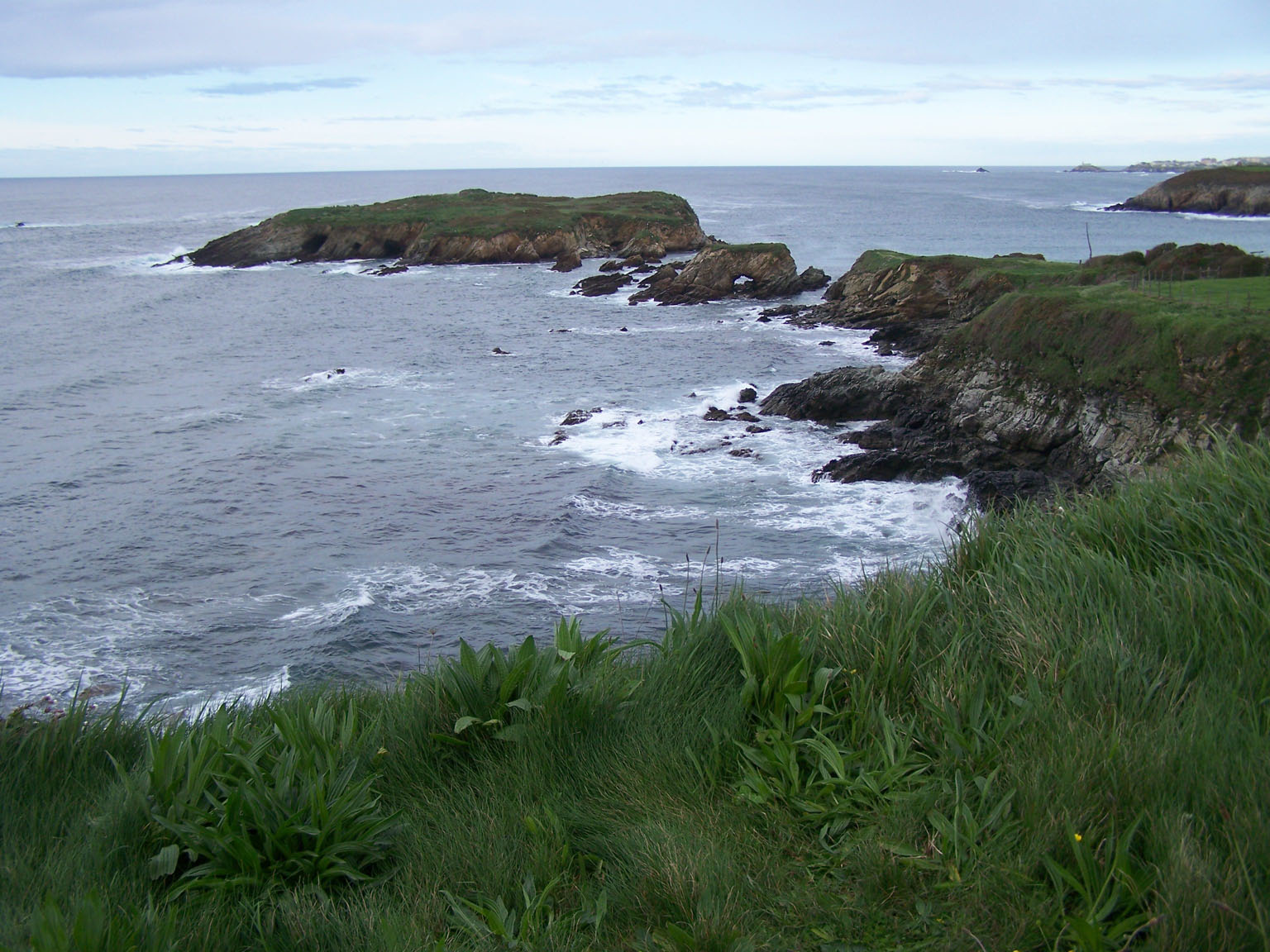
대서양 연안.

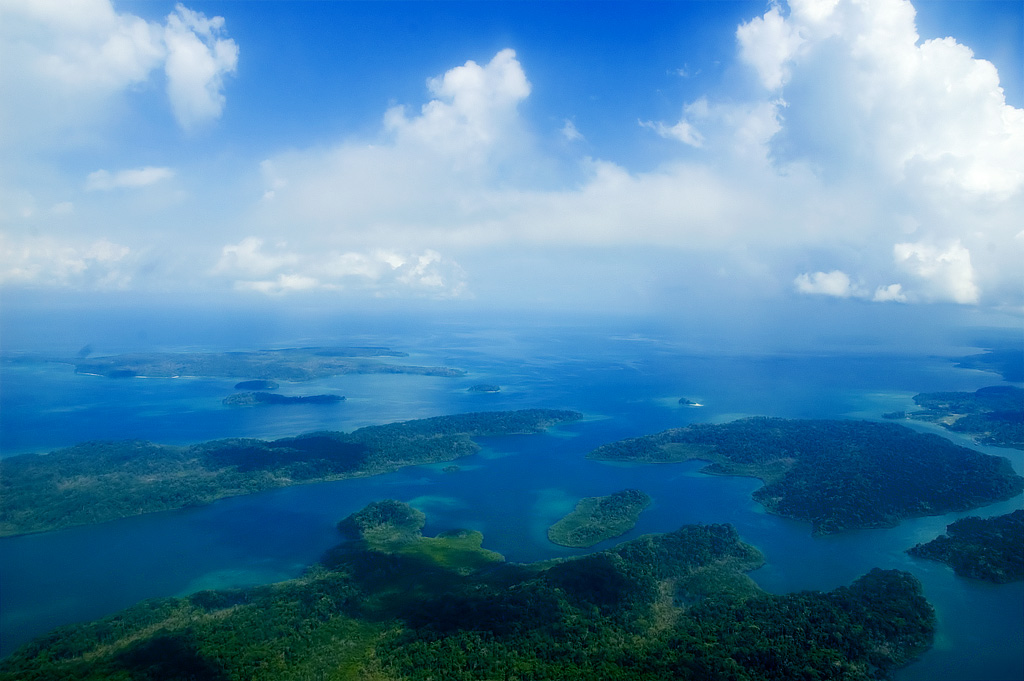
인도양 연안.

연안(沿岸, 영어: coast, coastline) 또는 해안(海岸, 영어: seashore)은 일반적으로 바다와 육지가 맞닿아 서로 밀접한 영향을 미치는 지역 및 해역을 총칭한다. 연안은 해변, 갯벌, 만, 삼각주 등 다양한 모습을 보이고 있고, 해양 생물 및 철새 등에는 산란장과 서식지이자, 사람들에게는 항만, 임해공단, 어항 및 어촌, 관광지 등이 되고 있다.
최근 연안을 이용하는 행위가 서로 상충되고, 연안 자원의 무분별한 이용으로 연안환경이 훼손되는 사례가 많다. 이런 대표적인 경우가 갯벌이나 바다를 매립하여 육지로 만드는 경우와, 육지에서 발생한 환경 오염원을 그대로 바다에 버리는 경우다. 대한민국같은 경우, 2000년 이후로 신규 매립은 억제하고 있으나 시화 방조제 같은 경우 심각한 사회적 갈등을 빚고 있기도 하다.
이런 문제로 세계 각국은 연안통합관리(Integrated Coastal Management)라는 개념으로 중앙정부 차원에서 연안 지역에 대한 계획적인 관리를 추진하고 있으며, 연안을 가진 151개국 중 71개국에서 시행 중이다.

## 해안선
바다가 육지와 맞닿은 선을 해안선(海岸線) 또는 정선(汀線)이라 하는데, 육지면은 단기간에는 거의 일정하다고 볼 수 있으나, 해면은 조석, 파랑, 기압 등의 변화에 따라서, 혹은 주기적, 부정기적으로 오르내리므로 해안선은 일정한 선이 아니고 계속 이동하고 있다고 할 수 있다. 최저조일 때의 해안선을 저조 해안선,최고조일 때의 해안선은 고조 해안선이라 한다. 파랑이 높아지면 바닷물은 고조 해안선보다 더 육지로 밀려든다. 지도에 그려진 육지의 연변선은 이 파랑이 미칠 수 있는 한계의 선이다. 대한민국에서는 일정기간 조석을 관측하여 분석한 결과 가장 높은 해수면인 약최고고조면을 해안선으로 정한다.

## 연안의 구분
연안은 연안해역과 연안육역으로 나눈다.
연안해역은 해안선으로부터 12해리 이내의 해저 및 하층토를 포함한 바다와 바닷가를 포함하며, 연안 육역은 무인도 전체와 유인도 및 내륙의 경우 바다로부터 일정한 거리까지 연안으로 규정한다. 유인도의 경우에는 섬의 크기가 큰 편이어서 섬 전체를 연안에 포함시키지는 않는다. 다만, 각 나라마다 지정하는 범위는 약간씩 차이가 있다.
| 국가                | 연안 육역                                 | 연안 해역                                 |
| ------------------- | ----------------------------------------- | ----------------------------------------- |
| 뉴질랜드            | 평균 최고 분수령 경계                     | 12해리 영해                               |
| 대한민국            | 500m 또는 1km 이내                        | 12해리 이내                               |
| 미국 로드아일랜드주 | 60m 이내                                  | 3해리                                     |
| 미국 알래스카주     | 해발고도 100피트 (0.3km)                  |                                           |
| 미국 플로리다주     | 연안인접지역                              | 대서양 3해리 (5.6km)                      |
| 미국 캘리포니아주   | 평지고조정선 5마일 (8km)                  | 관할해역 3마일 (4.8km)                    |
| 미국 코네티컷주     | 1,000피트 이하 습지지역                   |                                           |
| 브라질              | 평균 고조선에서 2km                       |                                           |
| 스리랑카            | 평균 고조선에서 300m                      | 평균 저조선에서 2km                       |
| 스웨덴              | 3                                         | 2해리(3.7km)이내                          |
| 오스트레일리아      | 3km 이내                                  | 1km 이내                                  |
| 이스라엘            |                                           | 평균저조선에서 200m                       |
| 인도                | 고조선과 저조선 사이의 빈지와 육지측 500m | 고조선과 저조선 사이의 빈지와 육지측 500m |
| 일본                | 해안선에서 1km 이내의 표고 100m이하 지역  | 만․간조시 기준 50m                        |
| 중국                | 해안선기준 10km                           | 수심 10～15m                              |
| 코스타리카          | 평균해수면에서 200m                       | 고조선과 저조선 사이                      |
| 프랑스              | 100m                                      | 12해리                                    |

## 같이 보기
- 조간대
- 간척
- 해안선 길이순 나라 목록